# قصر أباداناي تخت جمشيد
قصر أباداناي تخت جمشيد (بالفارسية: کاخ آپادانای تخت جمشید) هو قصر تاريخي يعود إلى عصر أخمينيون، ويقع في مرودشت.